# Sex on Fire
Singles de Kings of Leon
Charmer (en)
(2007) Use Somebody
(2008)
Sex on Fire est un single du groupe de rock alternatif Kings of Leon issu de l'album Only by the Night (2008).
La chanson a été écrite sur la relation entre le chanteur Caleb Followill et sa petite-amie Lily Aldridge.
Le titre a atteint notamment la 1re place du hit-parade britannique et a permis au groupe d'obtenir ses premières nominations aux Grammy Awards. Le titre remporte d'ailleurs le Grammy Award de la meilleure prestation vocale rock par un groupe ou un duo.